# Forest – I See You Everywhere
Forest – I See You Everywhere (Originaltitel: Rengeteg – mindenhol látlak) ist ein ungarischer Spielfilm von Benedek Fliegauf aus dem Jahr 2021. Es handelt sich um eine Fortsetzung seines Spielfilmdebüts Rengeteg aus dem Jahr 2003.
Der Film wurde im Wettbewerb der 71. Berlinale uraufgeführt.

## Handlung
Der Film führt verschiedene Alltags- und Beziehungsgeschichten aus Budapest miteinander zusammen, die auf den ersten Blick nichts miteinander gemeinsam haben:
- Ein alter Mann, der plötzlich nicht auf seine Umgebung reagiert.
- Ein Mädchen mit einer Prothese wird beim Training nachts im Park von einem Unbekannten beobachtet.
- Ein weiteres Mädchen bemüht sich um Digital Detox und verschwindet daraufhin spurlos. Es stellt sich die Frage, ob sie wirklich Probleme hat oder ihr Verschwinden nur inszeniert ist, um ihrem Ex-Freund eins auszuwischen.
- Eine mysteriöse Person rennt jeden Abend in einen Keller und spricht leise mit einem Schrank.
- Ein Ex-Drogenabhängiger droht eine bevorstehende Operation nicht zu überleben, ist aber mit sich selbst und der Welt im Reinen.
- Ein Jugendlicher lässt seine tiefreligiöse Mutter wissen, dass er nicht an Gott glaubt.
- Ein von Pseudowissenschaften fehlgeleitetes Mädchen murmelt auf ihrem Sterbebett den Namen eines unbekannten Mannes.

## Hintergrund
Es handelt sich um den neunten Spielfilm des Autorenfilmers Fliegauf und gleichzeitig um eine Fortsetzung seines Spielfilmdebüts Rengeteg (2003, Alternativtitel Wald bzw. Forest). Der preisgekrönte Low-Budget-Film war auf der 53. Berlinale in der Sektion Forum gezeigt worden und hatte großes Lob seitens der internationalen Filmkritik erhalten. Darin erzählten junge Laiendarsteller in Dialogform abartige Geschichten aus dem Freundeskreis des Regisseurs, so etwa über sadistische Großmütter, lüsterne Väter oder in Bäumen verschwundene Geliebte. Bei der Fortsetzung, die von Fraktál Film und M&M Film produziert wurde, vertraute Fliegauf dagegen auf professionelle Schauspieler. Zum Ensemble gehören auch der Musiker Mihály Víg, der fast 100-jährige István Lénárt, Felicián Keresztes, der die Titelrolle in Fliegaufs Dealer (2004) verkörpert hatte, sowie sein Sohn János Fliegauf.

## Rezeption
Im internationalen Kritikenspiegel der britischen Fachzeitschrift Screen International von allen 15 Berlinale-Wettbewerbsfilmen belegte Forest – I See You Everywhere mit 1,8 von vier möglichen Sternen einen geteilten letzten Platz (gemeinsam mit Memory Box und Nebenan), während der japanische Spielfilm Das Glücksrad und die deutsche Dokumentation Herr Bachmann und seine Klasse die Rangliste mit je 3,3 Sternen anführten.

## Auszeichnungen
Mit Forest – I See You Everywhere konkurrierte Fliegauf zum zweiten Mal nach 2012 um den Goldenen Bären, den Hauptpreis der Berlinale. Nebendarstellerin Lilla Kizlinger erhielt dort den Silbernen Bären für die beste Nebenrolle.